# De Ruyter (Schiff, 1853)
Die De Ruyter war eine niederländische Segel-Fregatte des 19. Jahrhunderts. Sie wurde 1853 in Dienst der Koninklijke Marine gestellt und war das vierte Schiff das nach dem Admiral Michiel de Ruyter benannt wurde. Sie unternahm verschiedene Reisen in Europa und Ostasien. Sie beendete ihre Karriere nach mehreren Umbauten sowie der Ausstattung mit einer Panzerung als schwimmende Geschützbatterie.

## Geschichte
Die Kiellegung der De Ruyter  fand 1831 auf der Reichswerft in Vlissingen statt. Der Bau verzögerte sich mehrfach und es erfolgten mehrere Umbauten. Das mit 74 Geschützen bewaffnete Linienschiff wurde 1850 zu einer mit 54 Geschützen ausgerüsteten Fregatte umgebaut und 1853 in Dienst gestellt. Es folgten Reisen ins Mittelmeer, nach Niederländisch-Indien und Ostasien. Die De Ruyter wurde für eine gründliche Überholung und weitreichende Umbauten 1859 zeitweilig außer Dienst gestellt. Mit nur noch 45 Kanonen nahm sie 1860 den Dienst wieder auf. Zwischen 1862 und 1865 bekam das Schiff eine Panzerung aus Eisen und wurde mit 14 16-Pfund Kanonen ausgestattet. Als fahrbare Geschützbatterie tat die De Ruyter  noch bis 1870 vor der Scheldemündung Dienst, bis sie dann 1874 ausgemustert und abgebrochen wurde.

## Technische Daten
- Bewaffnung: 74 Kanonen, später 54, 45 bzw. 59